# Сан-Хоакін (Чилі)
Сан-Хоакін (ісп. San Joaquín) — комуна в Чилі. Одна з міських комун міста Сантьяго. Входить до складу провінції Сантьяго і Столичного регіону.

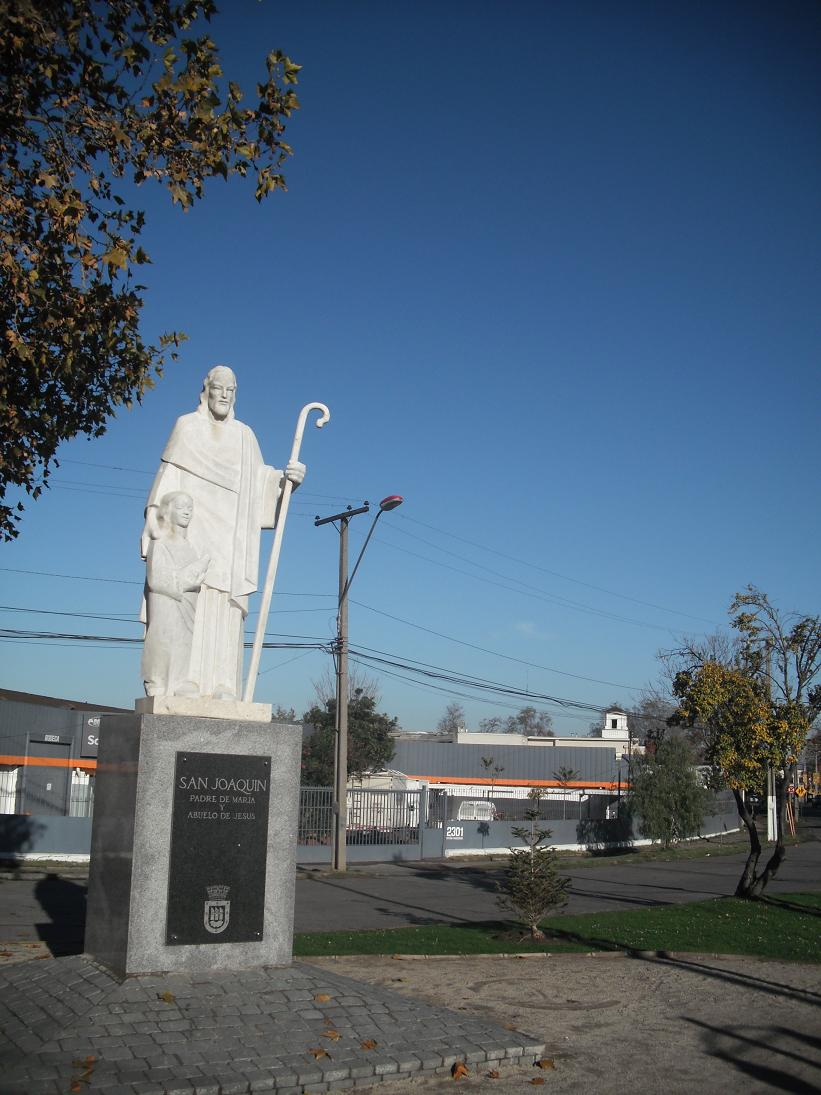
Святий Хоакін

Територія — 9,7 км².  Чисельність населення — 94 492 мешканців (2017). Щільність населення - 9741,4 чол./км ².

## Розташування
Комуна розташована на півдні міста Сантьяго.
Комуна межує:
- на півночі - з комуною Сантьяго;
- на сході — з комунами Нюньйоа, Макуль, Ла-Флорида;
- на півдні - з комуною Ла-Гранха;
- на заході — з комуною Сан-Мігель.